# Bathykurila zenkevitchi
 Bathykurila zenkevitchi  (лат.) — вид морских многощетинковых червей семейства Polynoidae из отряда Phyllodocida. Первоначально был описан советским зоологом П. В. Ушаковым в составе рода Macellicephala, а позднее Мэриан Петтибон (Marian H. Pettibone) включила его в род Bathykurila Pettibone, 1976.

## Распространение
Глубоководный Тихоокеанский вид. Японская впадина, Курило-Камчатская впадина. Bathykurila zenkevitchi встречается на больших глубинах — от 6670 до 8135 м.

## Описание
Длина тела до 21 мм при ширине — до 12 мм, включая параподии и щетинки. Головное щупальце непарное и короткое. Тело непигментированное, состоит из 15 сегментов. Вентральные усики мелкие; элитрофор 7 пар. Пальпы гладкие, удлинённые; параподии вытянутые; неврохеты прозрачные, плоские и длинные. Многочисленные нотохеты зазубренные по всей длине. Спинные усики тонкие, по длине превосходят ширину тела. На простомиуме одна пара антенн и глаза на омматофорах. Перистомальные усики с циррофорами. Простомиум разделён медиальным желобком на две части. Параподии двуветвистые. Все щетинки (сеты) простые
.